# Jan Steeman (striptekenaar)
Jan Steeman (Schagen, 23 mei 1933 – Heiloo, 24 januari 2018) was een Nederlands striptekenaar.

## Carrière

### Vroege loopbaan
Steeman begon zijn carrière als illustrator voor het blad Alle Hens, het ledenblad van scoutingorganisatie de Katholieke Verkenners. Zijn eerste strip "Het Stoomhuis, de ijzeren reus", vrij naar Jules Verne, stond in 1956 in nummer 16 van het gratis jeugdblad van de jonge leeuwenclub "Prins Leo", uitgegeven door Brinkers Margarine.
Voor het stripblad Taptoe tekende hij in 1959 de strip Rik de reizende reporter die hij, vanaf 1961 onder de naam Rik, Clio en Pluk, tot 1970 voortzette .

### Toonder
In 1964 ging hij freelance werken voor Toonder Studio's, waar hij onder meer de licentiestrips Yogi Bear en De Flintstones tekende. In 1968 nam hij bij Toonder de reeks Panda over van Dick Matena. Hij bleef Panda tekenen tot 1970, toen het werd overgenomen door Jan van Haasteren.

### Sjors en Eppo
Dat jaar verliet hij Toonder Studio's en ging werken voor het stripweekblad Sjors. Hier nam hij de serie Sjors en Sjimmie over van Jan Kruis en maakte hij, met scenario's van Lo Hartog van Banda, de sciencefictionreeks Arad en Maya.
In 1975 was Steeman een van de oprichters van het humoristische stripblad voor volwassenen De Vrije Balloen, dat tot 1983 verscheen. Tevens begon hij in 1975, toen Sjors werd gestaakt en, samen met Pep, opging in het nieuwe blad Eppo, met de voetbalstrip Roel Dijkstra, met scenario's van Andries Brandt. Zijn stijl van tekenen werd nu een stuk realistischer. Het tekenen van Sjors en Sjimmie werd overgenomen door Robert van der Kroft.

### Tina
In dezelfde stijl maakte hij vanaf datzelfde jaar, samen met scenariste Patty Klein, de strip Noortje voor het meisjesblad Tina. Met Roel Dijkstra stopte hij in 1981. In 1992 ontwierp Steeman Haasje en Rammelaar uit de gelijknamige verhalenreeks.

## Bekroning
In 2005 was Jan Steeman de winnaar van de Stripschapprijs.

## Privé
Steemans zoon Theo is eveneens bekend als strip- en tevens als reclametekenaar.
- Nederlandse Thesaurus van Auteursnamen: 068834004
- RKD-Nederlands Instituut voor Kunstgeschiedenis: 93254
- Virtual International Authority File: 290158813